# Platon Kornyljak
Platon V. Kornyljak (ukr. Платон Володислав Корниляк, Płaton Wołodysław Kornylak; ur. 6 września 1920 we wsi Stebni, zm. 1 listopada 2000 w Monachium) – duchowny greckokatolicki, egzarcha apostolski Niemiec i Skandynawii (1959-1996).

## Życiorys

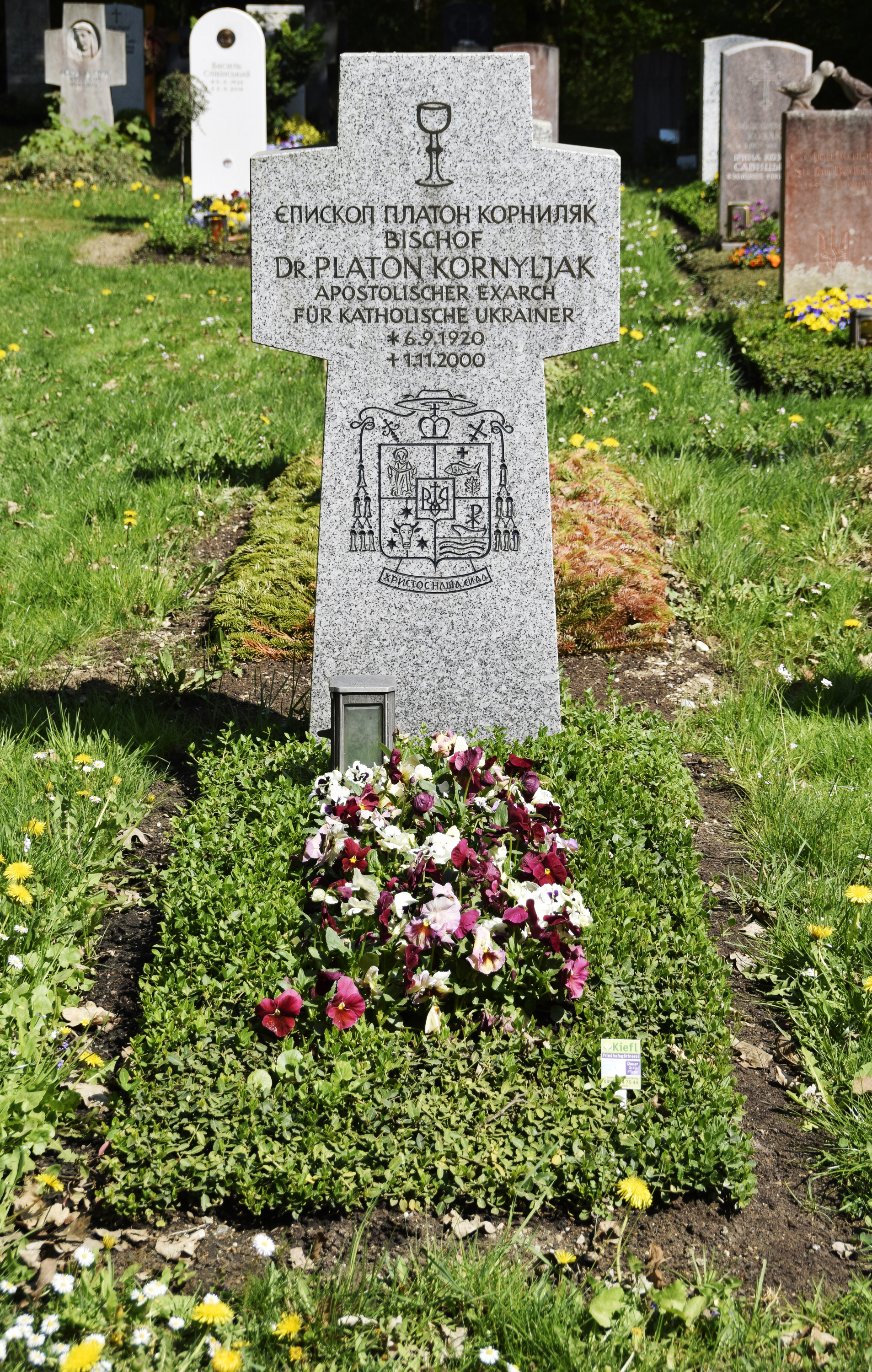
Grób Platona na cmentarzu Leśnym w Monachium

Urodził się we wsi Stebni na Bukowinie jako syn Wołodysława i Eugenii z domu Grybowskiej. Ukończył Liceum św. Bazylego Wielkiego w Blaju w 1939 r. Następnie został wysłany na studia teologiczne do Rzymu. W trakcie kształcenia otrzymał święcenia kapłańskie 25 marca 1945 z rąk biskupa Iwana Buczki. Studia w Urbanianum i Gregorianum zakończył uzyskaniem tytułów doktora teologii (1946) i filozofii (1948). 
W 1948 r. wyjechał do pracy duszpasterskiej w USA, gdzie początkowo był wikarym przy parafii św. Cyryla i Metodego w Olyphant (Pensylwania), a następnie przy parafii katedralnej w Filadelfii, gdzie kolejno osiągnął stanowiska sekretarza biskupa filadelfijskiego i kanclerza kurii metopolitalnej. 
W 1959 r. papież Jan XXIII ustanowił egzarchat apostolski Niemiec i mianował Platona Kornyljaka jego ordynariuszem. Nowy egzarcha został konsekrowany 7 lipca 1959 r. w katedrze Niepokalanego Poczęcia NMP w Filadelfii i otrzymał tytuł biskupa Castra Martis
W trakcie swojej działalności duszpasterskiej bp Kornyljak nawiązał współpracę z rozproszonymi na terenie Niemiec ukraińskimi i rusińskimi wspólnotami greckokatolickimi, dzięki jego staraniom wybudowano katedrę unicką i budynek kurii w Monachium oraz cerkwie w innych miejscowościach. Założył też czasopismo Християнський Голос (Christliche Stimme) – jedyny ukraińskojęzyczny periodyk katolicki w Europie Zachodniej. W 1992 r. Jan Paweł II rozszerzył na Skandynawię jurysdykcję egzarchatu kierowanego przez bpa Kornyljaka. 
Premier Bawarii Franz Josef Strauß odznaczył bpa Kornyljaka Bawarskim Orderem Zasługi za wkład w życie religijne i kulturalne.
W 1992 r. odwiedził wolną Ukrainę i wziął udział w synodzie biskupów.
Z powodu wieku i złego stanu zdrowia złożył rezygnację z urzędu egzarchy 16 grudnia 1996 r. Papież Jan Paweł II rezygnację przyjął i wyznaczył administratorem apostolskim egzarchatu apostolskiego Niemiec i Skandynawii biskupa Michela Hrynchyshyna.
Biskup Platon Kornyljak zmarł 1 listopada 2000 w Monachium. Został pochowany na tamtejszym cmentarzu Leśnym.